# Železniční muzeum Lužná u Rakovníka

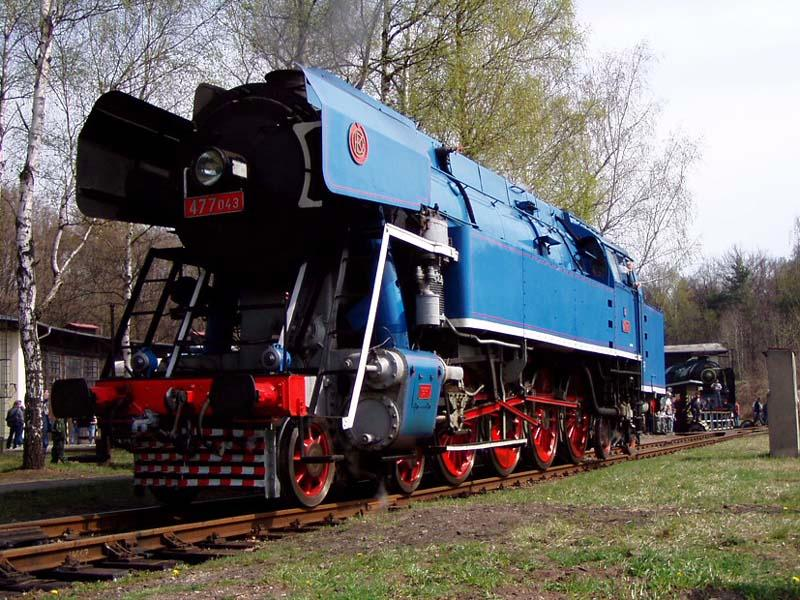
Parní lokomotiva 477.043 Papoušek v muzeu Lužná

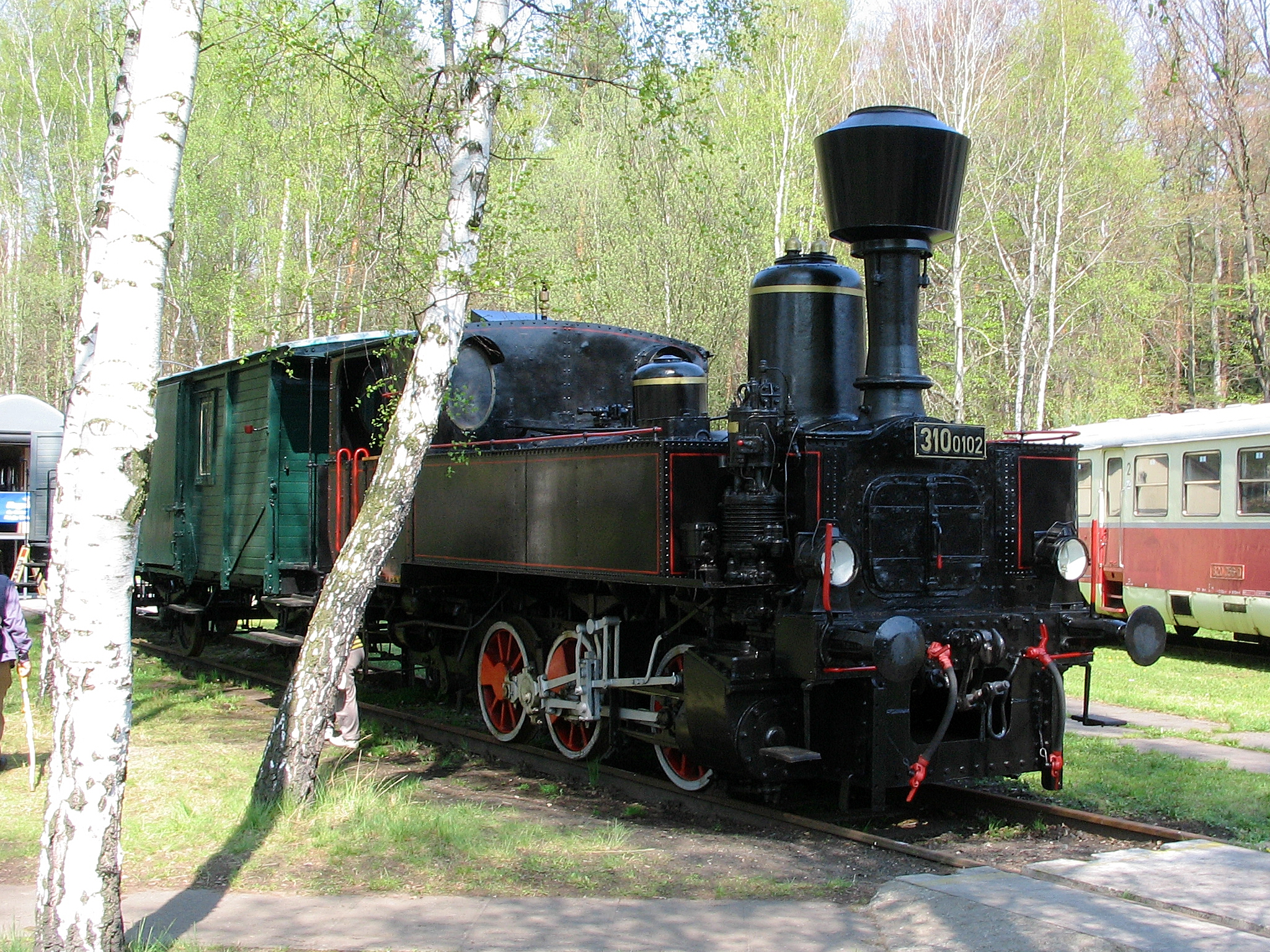
Lokomotiva 310.0102 v muzeu Lužná

Železniční muzeum Lužná u Rakovníka je největší železniční muzeum v Česku. Sídlí v bývalé výtopně Buštěhradské dráhy v železniční stanici Lužná u Rakovníka v Lužné. Budovy i exponáty jsou v majetku Českých drah.

## Historie
V místě současného muzea byla roku 1871 vystavěna výtopna lokomotiv Společnosti Buštěhradské dráhy Lužná-Lišany. V areálu výtopny proběhlo několik přestaveb, naposledy roku 1924. V tomto roce byla vlastnická společnost zestátněna a výtopna přešla do majetku Československých státních drah. V Lužné bylo zřízeno depo parních lokomotiv, jejichž provoz udržovalo jako jedno z posledních až do konce 70. let 20. století. Depo samotné bylo používáno až do roku 1996. Okolo historických lokomotiv zde uchovávaných začalo působit několik skupin nadšenců zabývajících se historií železnicních vozidel, kteří začali roku 1997 organizovat první výstavy. Současné železniční muzeum Českých drah bylo založeno roku 1999 a nejprve bylo spravováno Depem kolejových vozidel Louny, od 1. ledna 2009 je muzeum spravováno Depem historických vozidel (DHV).

## Expozice
V muzeu je vystavena řada parních i motorových lokomotiv, historické osobní a nákladní vozy a speciální vozy. Většina parních lokomotiv je uchovávána v zastřešených stáních rozmístěných okolo točny. Mezi neobvyklé exponáty patří například zrekonstruovaný vůz na přepravu piva. V budově muzea lze navštívit výstavu věnovanou mj. historii zabezpečovacích zařízení a obsahující i některé historické předměty - staré telefonní přístroje, návěstidla, jízdenky aj.V budově jsou také 2 modelová kolejiště H0 a TT. V provozu je také okruh úzkorozchodné trati, která sem byla přenesena z hutě Poldi Kladno.
Muzeum je v provozu pouze v letní sezóně.

## Kolešovka
Společný projekt České dráhy (ČD) a Klubu historie kolejové dopravy Praha (KHKD). Vlak po muzejní trati s návštěvou expozice KHKD u obce Kněževes.

## Některé exponáty

### Parní lokomotivy
- KND Nr.6, nejstarší lokomotiva v muzeu
- 310.076, u rakouských drah řada 97
- 324.391, na Buštěhradské dráze IIIa,
- 422.098, u C. k. rakouských drah řada 178
- 354.195, tendrovka pro osobní vlaky, provozu schopná
- 354.7152, u rakouských drah řada 429, provozu schopná
- 434.1100, u rakouských drah řada 270
- 477.043 Papoušek, tendrovka, provozu schopná
- 387.043 Mikádo, rychlíková lokomotiva, omezeně provozu schopná
- 423.009, nákladní tendrovka
- 423.094, nákladní tendrovka
- 524.1110, nákladní tendrovka
- 534.0323 Kremák, nákladní lokomotiva
- 556.0271 Štokr, nákladní lokomotiva
- 556.0254, nákladní lokomotiva, 13.11.2013 byla rozřezána autogenem [2]
- 556.0298 nákladní lokomotiva

### Dieselovy lokomotivy
- 705 916

- T 334.085, posunovací
- T 435.0058, posunovací, provozu schopná
- T 444.0030, pro smíšenou službu, provozu schopná
- T 466.0286, pro smíšenou službu, provozu schopná
- T 478.3101, pro smíšenou službu, provozu schopná
- T 669.0001, prototyp lokomotivy pro těžký posun, provozu schopná
- T 679.1600, těžká nákladní lokomotiva, provozu schopná

### Elektrické lokomotivy
- E212.001/130 001[3]
- S 489.0044
- 180 001
- 181 001
- 141 001

### Motorové vozy
- M 124.01 Komarek, parní, aktuálně není provozuschopný (porucha kotle 8.10.2021)
- M 240.0100, dieselový
- M 260.001, přezdívaný "Stříbrný šíp"
- M 262.0076, dieselový, provozu schopný

## Galerie

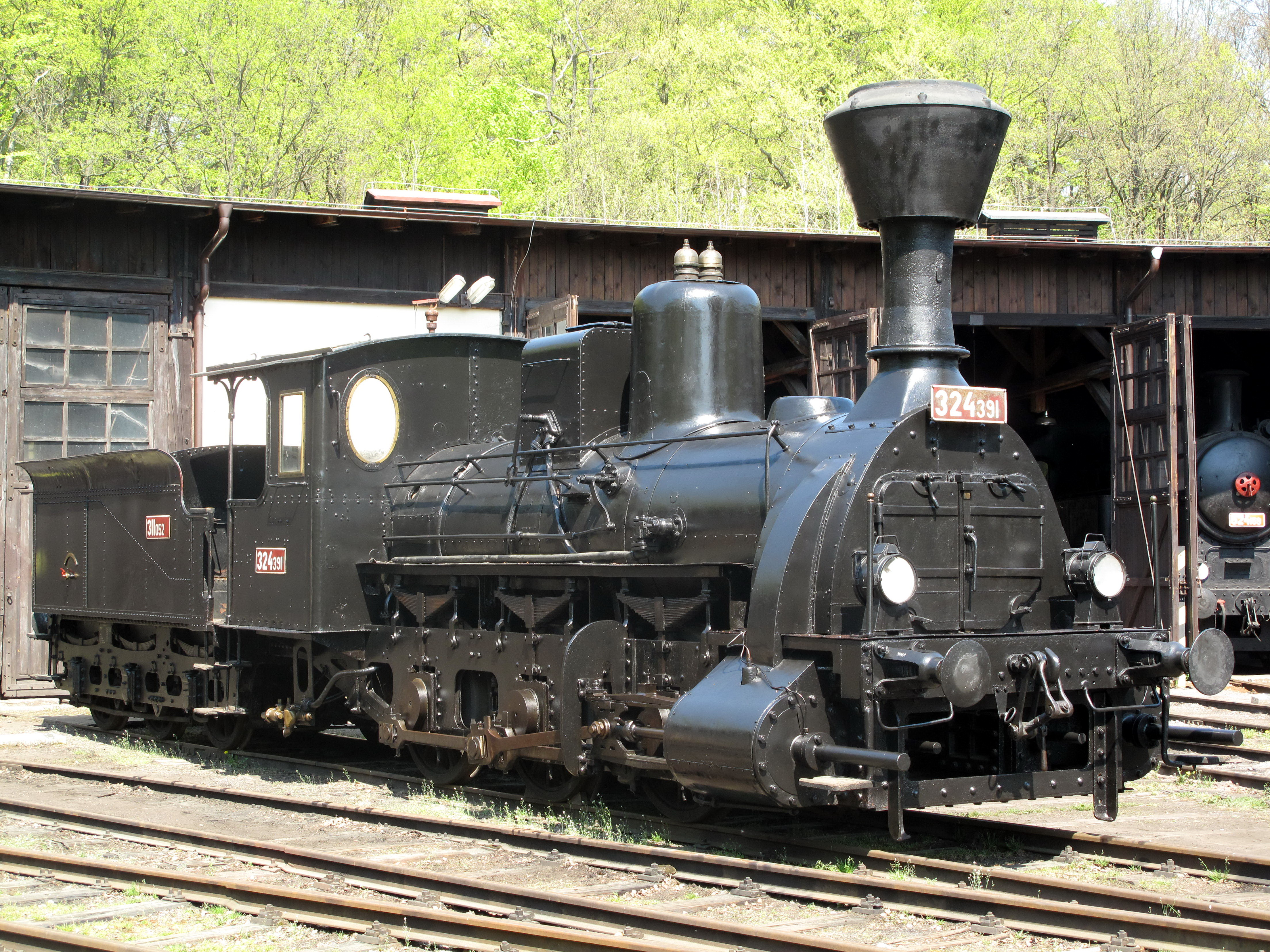
ČSD 324.391
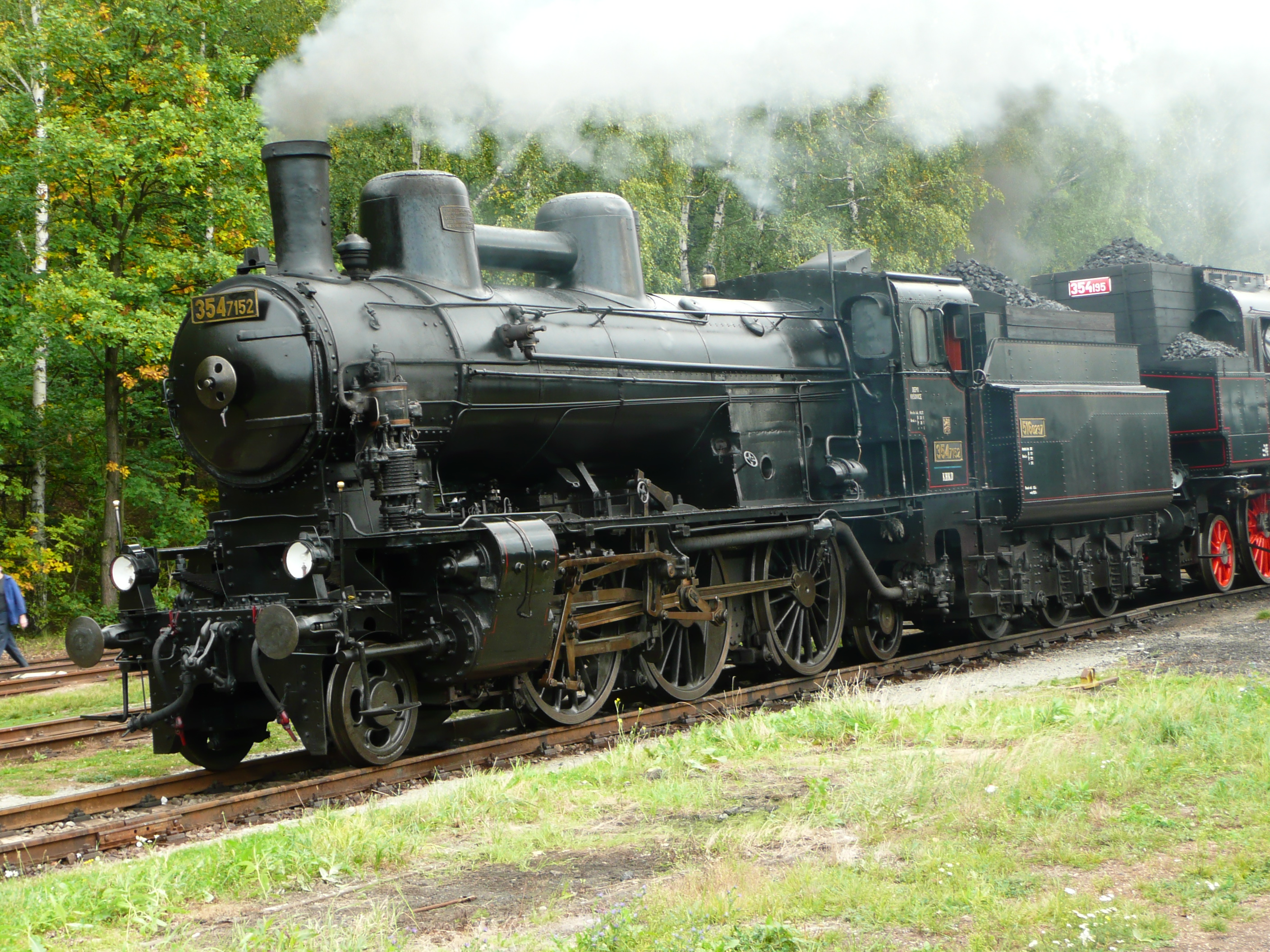
ČSD 354.7152
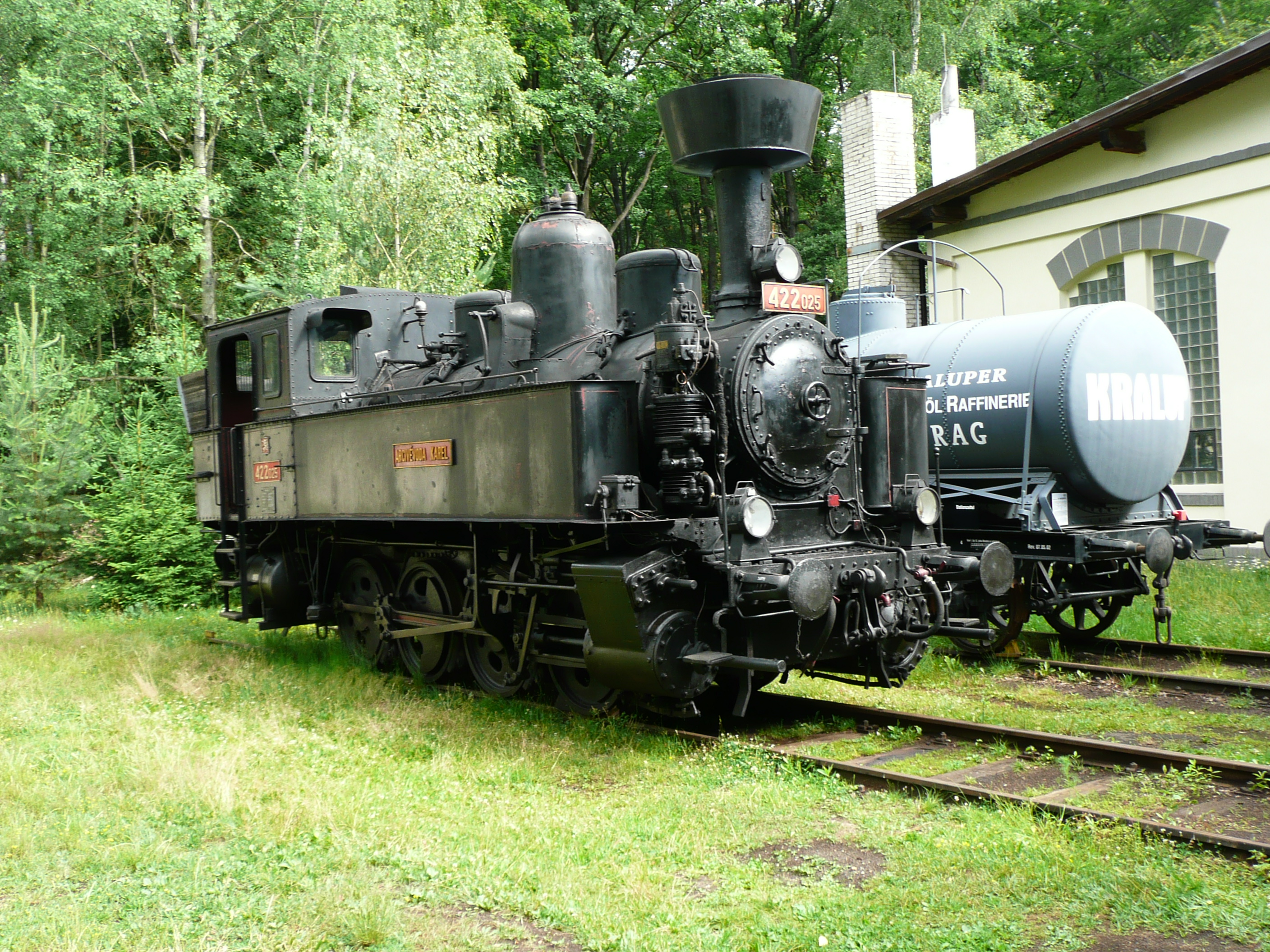
ČSD 422.025
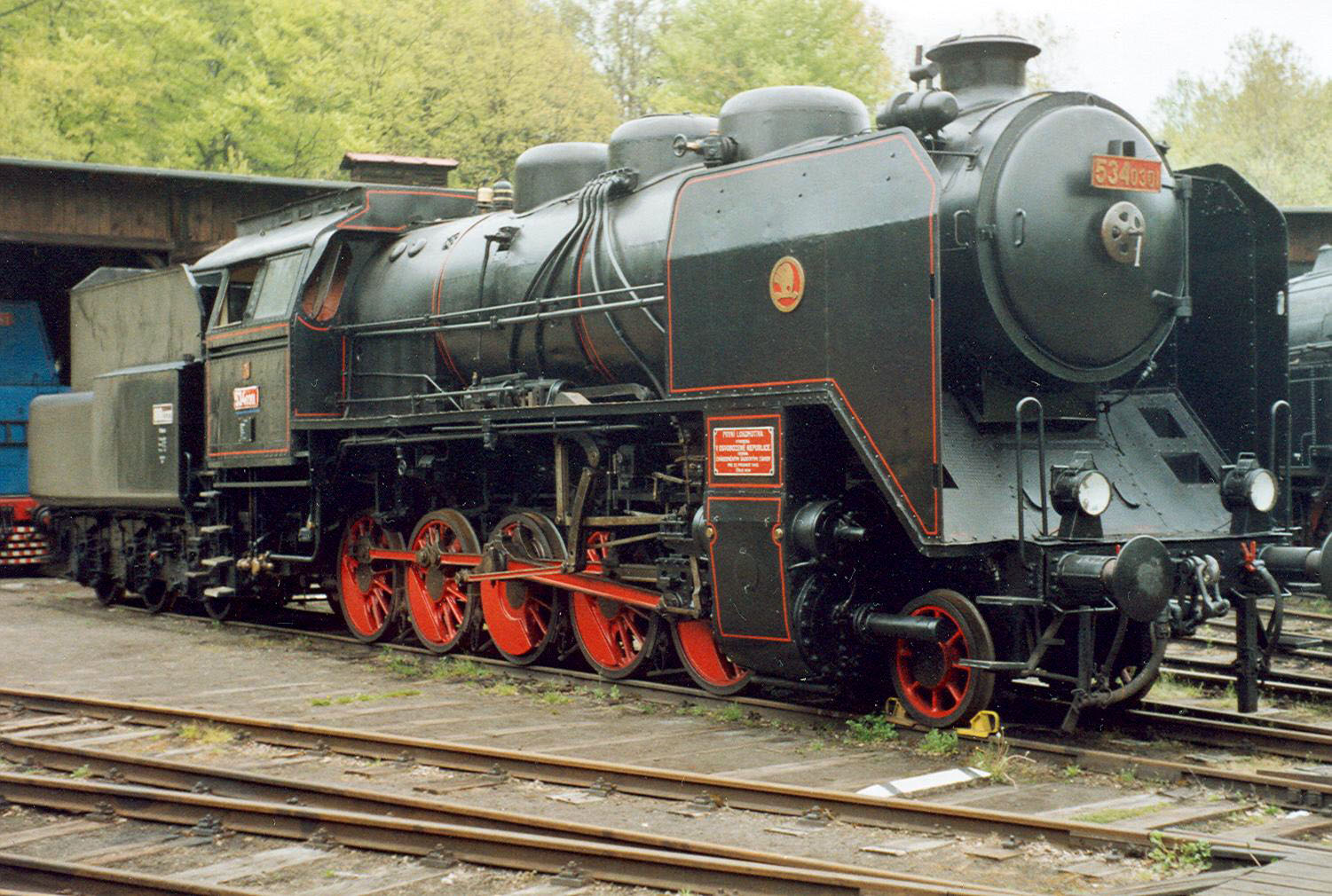
ČSD 534.0301 Kremák
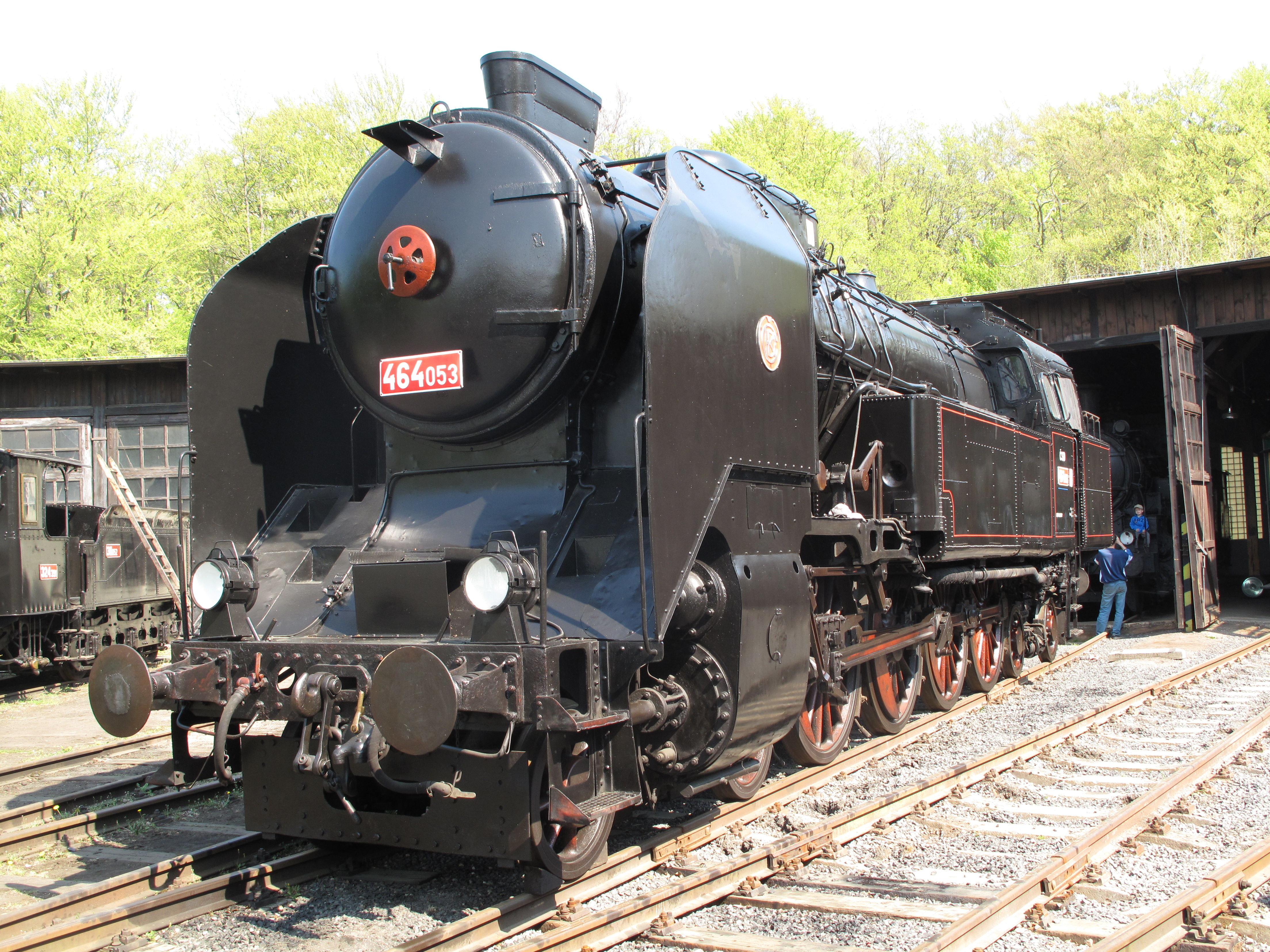
ČSD 464.053
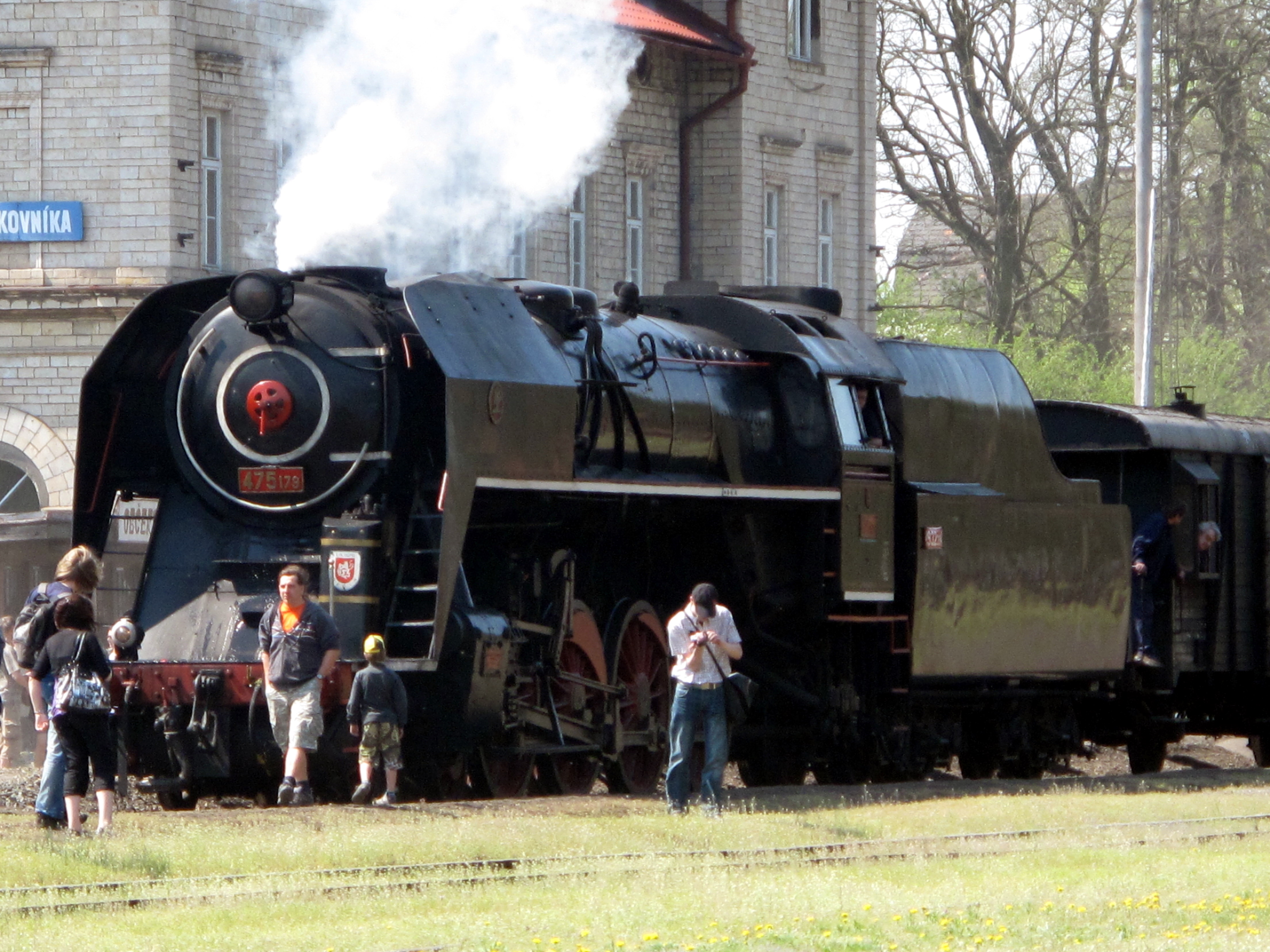
ČSD 475.179 (NTM)
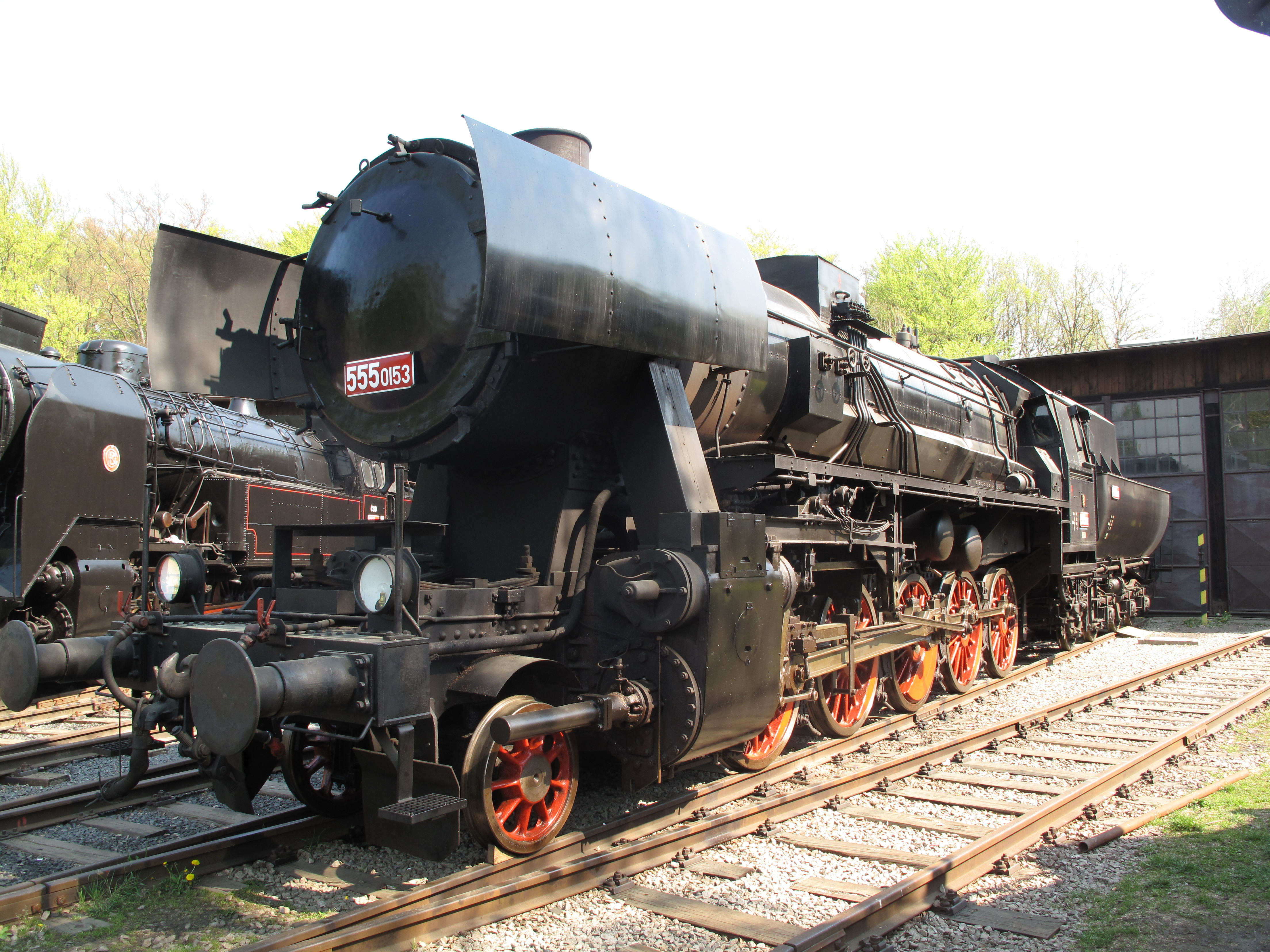
ČSD 555.053 Němka
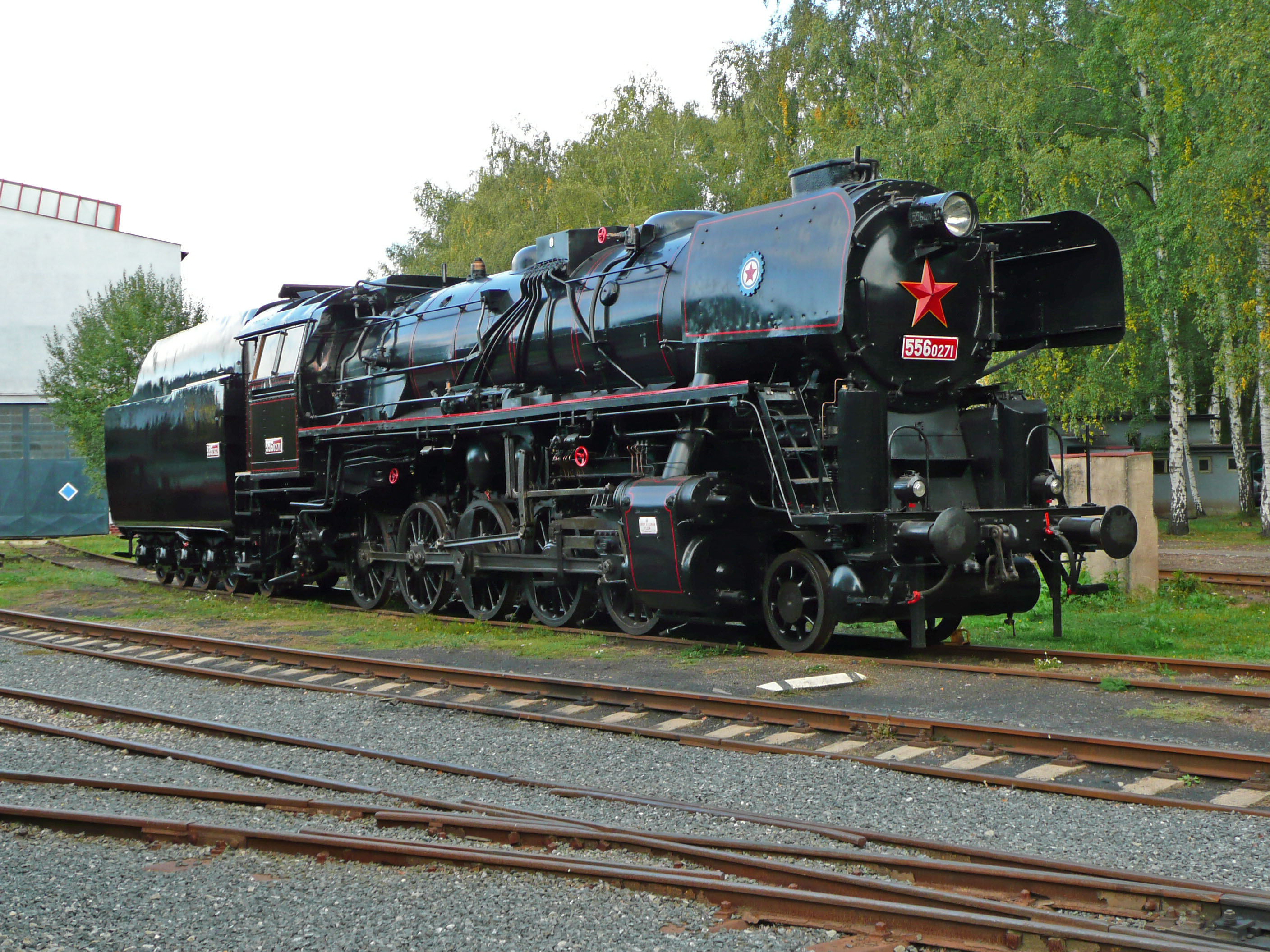
ČSD 556.0271 Štokr
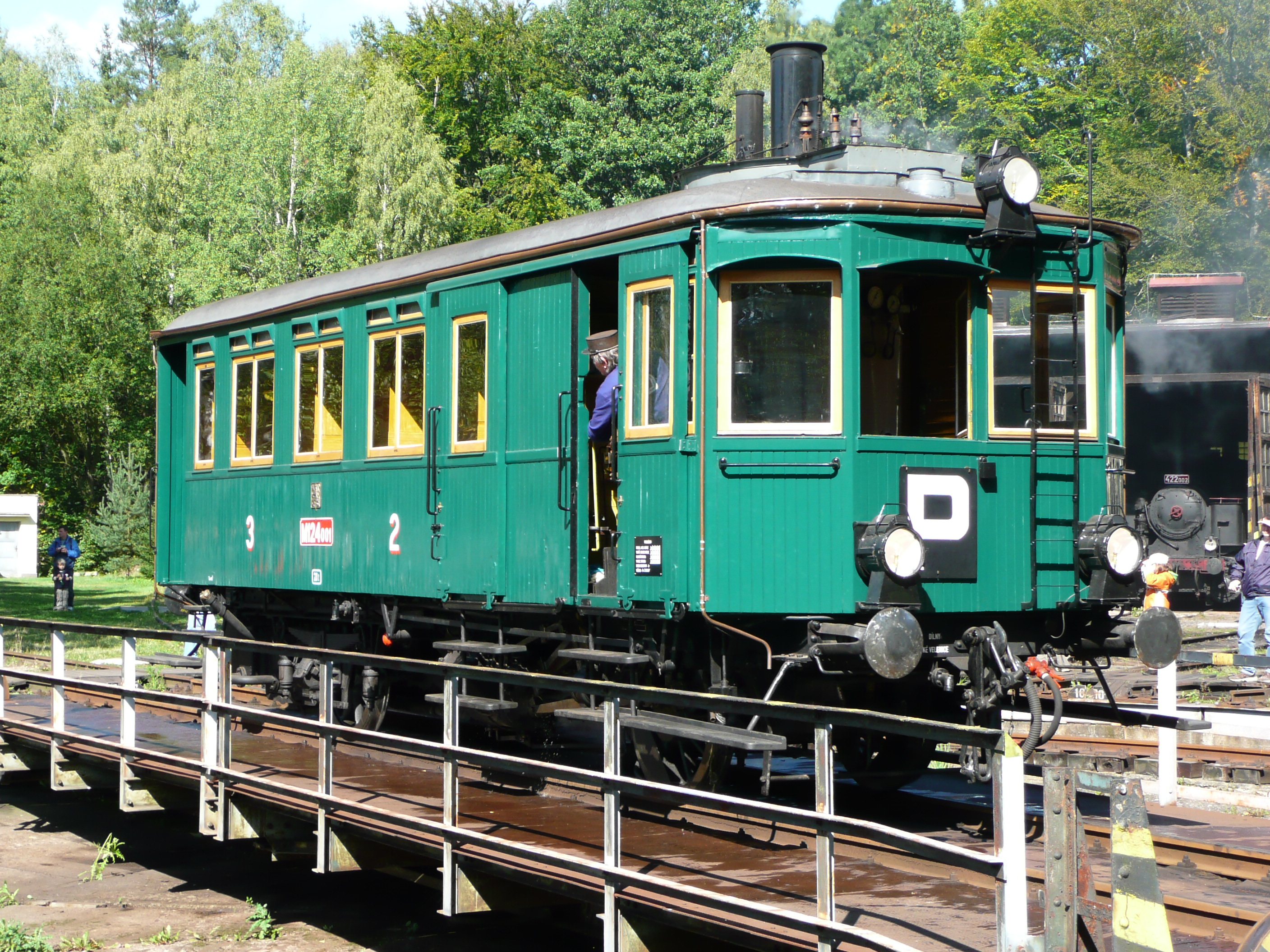
M 124.001 Komarek